# Point Thompson
Point Thompson är en bergstopp i Kenya.   Den ligger i länet Meru, i den centrala delen av landet, 140 km norr om huvudstaden Nairobi. Toppen på Point Thompson är 4 630 meter över havet.
Terrängen runt Point Thompson är bergig söderut, men norrut är den kuperad.  Trakten runt Point Thompson är nära nog obefolkad, med mindre än två invånare per kvadratkilometer. Det finns inga samhällen i närheten. Trakten runt Point Thompson består i huvudsak av gräsmarker.